# Actelion
Actelion es una compañía farmacéutica y de biotecnología establecida en diciembre de 1997, con sede en Allschwil, cerca de Basilea, Suiza.
Actelion fabrica medicamentos para tratar enfermedades raras. Algunos de los medicamentos que ha producido tratan a pacientes con síntomas relacionados con trastornos del sistema nervioso central, afecciones cardíacas irregulares, trastornos del sistema inmunológico y cáncer.
Se especializa en enfermedades huérfanas y en el tratamiento de individuos con hipertensión arterial pulmonar (HAP), que es una afección cardíaca que deja a los pacientes con una esperanza de vida corta (7-9 años), incluso después de haber comenzado el tratamiento.
- Datos: Q343217
- Multimedia: Actelion / Q343217